# Fausta, esposa de Constante II
Fausta (c. 630 - después de 668) fue una princesa de la dinastía Arsacida que se convirtió en Emperatriz de Bizancio (641-668) a través de su matrimonio con Constante II ( 7 de noviembre de 630; † 15 de septiembre de 668 en Siracusa).

## Origen
Fausta provenía de la dinastía de los Arsácidas, originalmente parta. La que desde alrededor del 240 a. C. gobernó el Imperio Persa como grandes reyes hasta el 224 d. C. y gobernó el Reino de Armenia desde el 54 d. C. al 428 d. C.
Su abuelo Juan Mystakon estaba casado con Plácida, hija de Anastasios y Juliana. Sobre este último, Fausta es la octava generación de Valentiniano III (Flavio Placidio Valentiniano), quien gobernó el Imperio Romano Occidental desde 425 hasta 455.
Su padre, Valentino (Valentiniano/Valentinus), (* alrededor de 590; † 644) fue un general bizantino, también un pretendiente a la corona imperial y bajo el emperador Constante II, temporalmente regente del Imperio bizantino. No se conoce ni el nombre ni el origen de su madre.

## Vida

### Infancia bajo la influencia de su padre
La vida de Fausta estuvo marcada por sus orígenes como miembro de una de las familias más distinguidas de Bizancio y por la proximidad a la corte imperial, donde su padre desempeñó un papel importante como tesorero del emperador Heraclio (610-641). La ambición de su padre era tener una influencia decisiva en la vida de Fausta. Después de la muerte del emperador Heraclio el 11 de febrero de 641, su padre comenzó una carrera militar y se distinguió en el este del imperio en la lucha contra el imperio islámico en expansión bajo el segundo califa Omar (634-644). Al hacerlo, creó las condiciones para intervenir en la lucha interna por el poder bizantino y derrocó al emperador Heraclonas (quien gobernó durante unos meses en 641) por medio de una revuelta, forzando la instalación de su joven sobrino Constante II como emperador del Imperio Bizantino (641–668).

### Los reclamos de poder de su padre
Pero eso no satisfizo la ambición de su padre. Este pretendía, según sus orígenes, la corona imperial. Por tanto, su hija Fausta fue elegida para ayudar a su padre a subir al trono. Es así que su padre, Valentino, la casa con su protegido, el emperador Constante II, de once años, por lo que recibe el título de Augusta del Imperio Bizantino en el 641. No satisfecho con eso, su padre explicó que la defensa del imperio contra la amenazante expansión del joven Estado Islámico bajo el califa Omar no podía dejarse en manos de un niño emperador, sino que requeriría un general experimentado. Por tanto, exigió ser coronado coemperador. Este intento de ser nombrado coemperador de su yerno, sin embargo, fracasó debido a una revuelta de los partidarios de la dinastía gobernante; el padre de Fausta fue compensado en 641 con el título de César y con el alto mando de las tropas en el este del imperio, pero perdió Alejandría en 642 ante el gran general árabe Amr ibn al-As, quien hizo demoler las murallas de Alejandría y fundó Fustat, cerca de la actual El Cairo nombrándola nueva capital de Egipto. En los años 642 y 643, sin embargo, el padre de Fausta ejerció el dominio de facto sobre el Imperio Bizantino para su yerno menor de edad.
En los años 643/644, el padre de Fausta emprendió nuevas campañas contra la expansión islámica como magister militum per Orientem (maestro del ejército en el este del imperio). La campaña terminó, sin embargo, con varias derrotas de las tropas bizantinas, lo que provocó una ruptura entre él y su yerno, el emperador Constante II. Naturalmente, esto fue un dilema para Fausta, ya que estaba en medio del conflicto entre su padre y su esposo. Su padre decidió poner todo en una sola tarjeta y, como escribe el autor armenio Sebeos, marchó con sus tropas a Constantinopla y volvió a reclamar la corona imperial. Sin embargo, fracasó debido a la resistencia del Patriarca de Constantinopla Pablo II y un levantamiento popular contra el usurpador, quien fue asesinado por las masas enojadas en 644.

### Conquista musulmana
En los años siguientes, la política imperial fue moldeada por la lucha defensiva contra la expansión del califato islámico, cuando en 644 Uthman ibn Affan, el yerno del profeta Mahoma, de la casa de los omeyas, se hizo cargo de la califato del difunto califa Umar ibn al-Khattab. Esto comenzó con la construcción de una flota que invadió Chipre y Rodas en los años siguientes e infligió una devastadora derrota a la flota bizantina. Debido a la minoría del marido de Fausta, el senado asumió de facto los asuntos del gobierno en los años siguientes.
En 648, sin embargo, el esposo de Fausta, el emperador Constante II, asumió el mando él mismo a la edad de 18 años. Era ambicioso y, a pesar de los recelos de Fausta, se encargó personalmente de la defensa de los territorios del este y del sur del imperio contra el avance árabe. Esto, sin embargo, con poco éxito, ya que en los años siguientes perdió Armenia, Chipre y grandes áreas en las provincias al sur y este del mar Mediterráneo.
Fausta vio a su marido con más frecuencia después de 656, porque después del asesinato del califa Uthman el 17 de junio, Bizancio alivió la tensión en este frente. Esto se debe a los conflictos internos en el campo musulmán entre Ali ibn Abi Talib (c*598; † 661 en Kufa) (el cuarto califa de los sunitas y el primer imán de los chiitas), el sobrino y el hijo del profeta Mahoma, y Muawiya I, el gobernador de Damasco de la Casa de los Omeyas, estalló una guerra civil. Sin embargo, esta fase de relativa paz terminó en 661 con la victoria de Muawiya y el asesinato del Califa Ali. Sin embargo, el nuevo califa Muawija estaba tan debilitado que tuvo que comprometerse a rendir tributo al marido de Fausta por el momento.

### Disputas religiosas
También hubo tiempos turbulentos en el área de la política doméstica, cuando en el Imperio Bizantino hubo una violenta disputa entre los monofisitas (doctrina de que Cristo tiene una sola naturaleza, a saber, la divina) y los ortodoxos (Cristo tiene una naturaleza dual según el Concilio de Calcedonia (451), una divina y una humana).
No se sabe qué posición tomó Fausta personalmente, pero dado que esta cuestión estaba en la vanguardia del debate intelectual en Constantinopla en ese momento, se puede suponer que ella personalmente participó en los debates y compartió la opinión de su esposo sobre este tema. Esta disputa fue tan violenta que el emperador Constante II en 648 declaró por decreto que los debates relevantes habían terminado. Sin embargo, esto no condujo a la paz, sino a una alianza entre los ortodoxos y el Papa, que en un sínodo en Roma en 649 condenó el monofisismo y también el monoteletismo (doctrina según la cual Cristo tiene dos naturalezas, una divina y una humana, pero tiene una sola voluntad) representado por el propio Constante II. El emperador no fue condenado personalmente por el Papa, pero sintió que su autoridad había sido atacada. Hizo que el líder de los ortodoxos Máximo y el Papa Martín I fueran capturados y llevados a Constantinopla. Máximo fue sentenciado allí, le cortaron la lengua y las dos manos y fue exiliado a las provincias orientales. El Papa Martín I escapó de la mutilación, pero fue exiliado a Quersoneso (en Crimea) y murió allí unos años después.
En 652, diez años después de su matrimonio, Fausta dio a luz a un hijo que llamaron Constantino, heredero al trono y más tarde emperador Constantino IV, y más tarde a sus hermanos Heraclio y Tiberio, que fueron nombrados coemperadores en 659.

### Residencia imperial en Siracusa
Poco después de que se consolidó su poder, el nuevo califa Muawiya continuó la política expansiva de su predecesor hacia el Imperio Bizantino. En lugar de dedicarse nuevamente a protegerse del peligro inminente en el este, el emperador Constante dirigió su interés hacia el oeste. Marchó con un ejército a través de Salónica a Atenas y cruzó a Italia. Fue el primer emperador de Bizancio en visitar Roma, la antigua capital del imperio, desde la división del imperio en 395, se retiró de Roma después de recaudar grandes impuestos, supuestamente llevándose consigo los techos de cobre de la iglesia, luego atacó el principado lombardo de Benevento para conquistar y, tras el fracaso del asedio de Benevento, se retiró a Sicilia, donde hizo de Siracusa su ciudad de residencia durante el resto de su gobierno.
La razón para alejarse de Constantinopla puede ser que era extremadamente impopular allí, gracias a los reveses militares y los altos impuestos, y sobre todo por el asesinato de su hermano menor Teodosio en su nombre en 659/60, y por lo tanto estaba mejor en Sicilia.
Fausta y los niños debían seguir el deseo del emperador hasta Sicilia. Sin embargo, esto no fue permitido por los responsables en la capital. Esta versión también se puede encontrar en Judith Herrin. A diferencia de la otra parte, Charles Cawley, según la Crónica de Teófanes; infiere que después de que el emperador Constante II decidiera trasladar la sede imperial a Roma. De hecho, dejó Constantinopla y se fue a Siracusa en Sicilia, acompañado de su esposa y tres hijos. La solución a la contradicción puede ser que Fausta estuvo en Siracusa solo por un corto tiempo, pero luego regresó a Constantinopla. Constante II fue asesinado el 15 de julio de 668 en Siracusa por un miembro de su corte en el baño.
La vida de Fausta experimentó un punto de inflexión decisivo en 668, cuando el emperador Constante fue trasladado a Constantinopla y enterrado solemnemente en la Iglesia de los Santos Apóstoles. Esta fue la iglesia más importante de Constantinopla después de Santa Sofía, pero fue destruida por los otomanos en 1461 para dar paso a la mezquita del Sultán Mehmet Fatih.
Fausta sobrevivió a su marido y murió en Constantinopla. Sin embargo, se desconoce la fecha exacta de su muerte. Fue enterrada con su esposo en la Iglesia de los Santos Apóstoles.

## Matrimonio y descendencia
Fausta había estado casada con Constante II, emperador de Bizancio (641-668) desde 641. Este era un hijo del emperador Constantino III (641) de la dinastía Heracliana y de su esposa Gregoria (c. 612- fall., después de 650). Gregoria era hija del general Nicetas, quien realizó importantes servicios militares contra el usurpador Focas (602-610) y contra el Imperio persa de los Sasánidas a su primo, el emperador Heraclio. [13]
Fausta estaba relacionada por matrimonio con la familia imperial persa de los sasánidas, ya que la hermana de su esposo, el emperador Constante II, Manyanh, estaba casada con Yazdegerd III (632–651), el último gran rey sasánida de Persia. Si los hijos de Yazdegerd III. proveniente de este matrimonio, Fausta estaría emparentada por matrmoniosegún una tradición posterior sobre su hija Shahr Banu con Al-Husain ibn 'Alī, el segundo imán de los chiitas, que cayó en la batalla de Kerbala el 10 de octubre de 680, y sobre su hermana Izundat con Bostanai, el primer exiliado (jefe de los judíos exiliados en Babilonia de la casa del rey David), emparentados por matrimonio.
Sus hijos fueron:
- Constantino IV (*648; † 14 de septiembre de 685), gobernó como emperador del Imperio Bizantino de 668 a 685, ∞ Anastasia († n. 711), (? T. v. Juan Atalarico (* c. 600; † n. 637), hijo ilegítimo del emperador Heraclio y usurpador del trono) Sus hijos:
  - Justiniano II, emperador de Bizancio (685–695 y 705–711)
  - Heraclio, príncipe, † n. 681/83
- Heraclio, coemperador de 659 a 681, fue destronado y mutilado por su hermano mayor, el emperador Constantino IV, † n. 681/83.
- Tiberio (hijo de Constante II), coemperador del 659 al 681, fue destronado al mismo tiempo que su hermano mayor.